# سينفرين
سينفرين (أو بارا-سينفرين بشكل أدق) هو مركب كيميائي ينتمي إلى مجموعة الأمينات النزرة، وهو أيضاً من أشباه القلويات التي توجد في جسم الإنسان، وكذلك في بعض النباتات والحيوانات.
يشابه المركب بنيوياً الإفيدرين، وهو يوجد في الشروط القياسية على شكل سائل عديم اللون، وهو قابل للامتزاج مع الماء. عزل ستيوارت وزملاؤه المركب لأول مرة في ستينات القرن العشرين من الحمضيات.